# Fart dræber
|  | Denne artikel er oprettet af botten PalnaBot ud fra en ekstern database. Den kan derfor have sproglige fejl eller mangler. Denne skabelon kan fjernes efter kontrol af indholdet. |

Fart dræber er en kortfilm instrueret af Trine Piil Christensen efter manuskript af Trine Piil Christensen.

## Handling
Man tager en revisor og et brudepar i en lyseblå cadillac, en tatoveret motorcykelfreak og en blondine i en gammel Lada, en fin udstillingshund med stamtavlen i orden og et frækt omstrejfende gadekryds. Man placerer de to- og firbenede væsener i en jysk landsby, og man lader hundene løbe efter hinanden - og vups, så har man en komedie i et højt tempo.